# 34200 Emmasun
34200 Emmasun è un asteroide della fascia principale. Scoperto nel 2000, presenta un'orbita caratterizzata da un semiasse maggiore pari a 2,4126443 au e da un'eccentricità di 0,1581599, inclinata di 2,92696° rispetto all'eclittica.